# Вилси (Канзас)
Вилси (енгл. Wilsey) град је у америчкој савезној држави Канзас.

## Демографија
По попису из 2010. године број становника је 153, што је 38 (-19,9%) становника мање него 2000. године.
| Група             | 2000.       | 2010.       |
| Белци             | 186 (97,4%) | 134 (87,6%) |
| Афроамериканци    | 0 (0,0%)    | 4 (2,6%)    |
| Азијати           | 0 (0,0%)    | 0 (0,0%)    |
| Хиспаноамериканци | 1 (0,5%)    | 11 (7,2%)   |
| Укупно            | 191         | 153         |